# Hahnia benoiti
Hahnia benoiti är en spindelart som beskrevs av Robert Bosmans och Thijs 1980. Hahnia benoiti ingår i släktet Hahnia och familjen panflöjtsspindlar.
Artens utbredningsområde är Kenya. Inga underarter finns listade i Catalogue of Life.